# رودخانه بردی
رودخانه بردی (عربی: بردی) رودخانه اصلی دمشق، پایتخت شهرستان از سوریه است. این رودخانه از دریاچه بردی در جنوب الزبدانی در سلسله کوه‌های سوریة در شمال غرب دمشق جاری شده و به دریاچه بردی در جنوب شرق دمشق می ریزد.

## نگارخانه

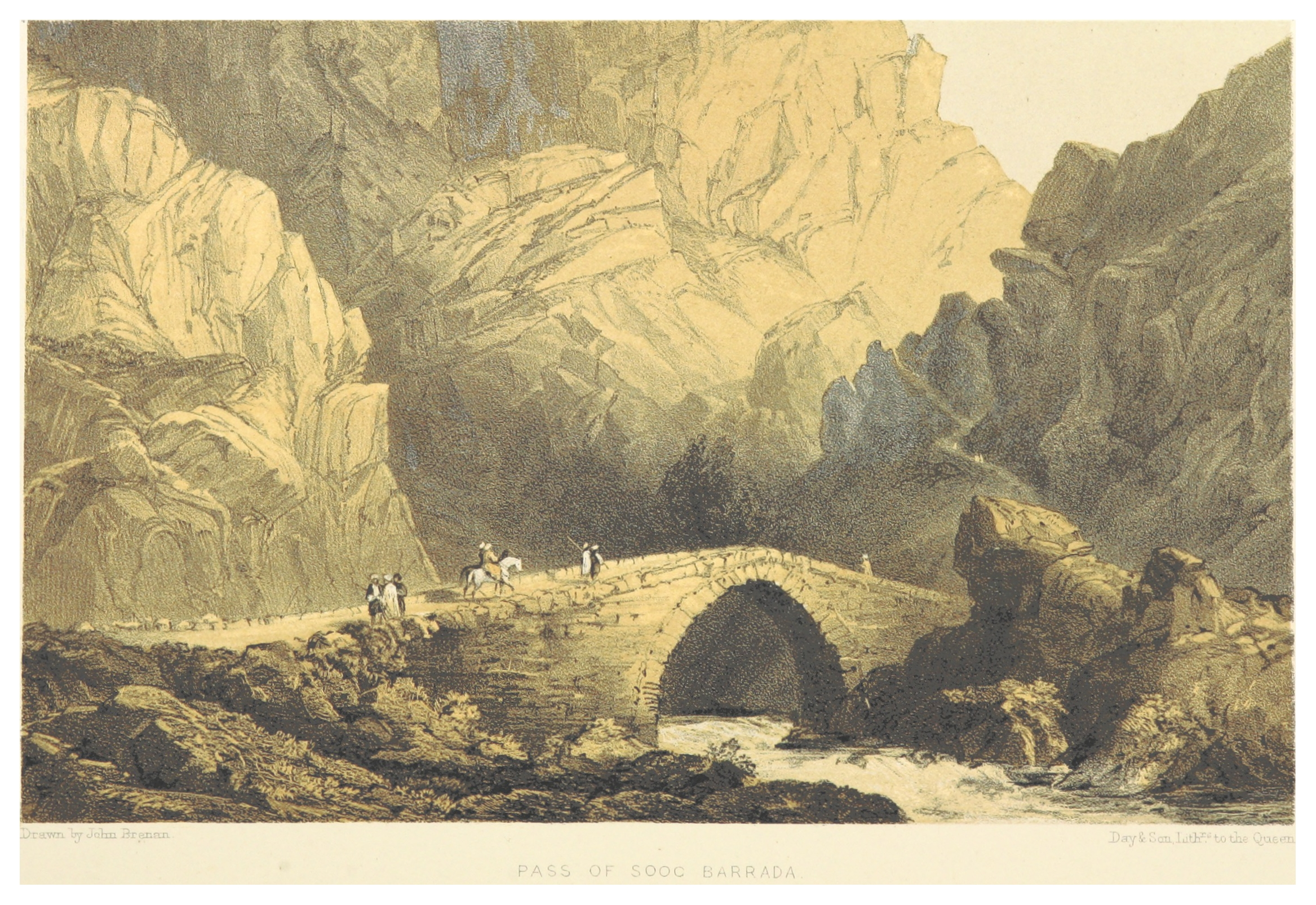
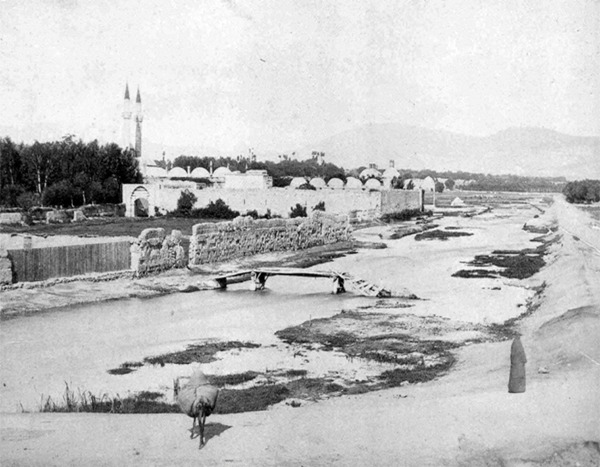
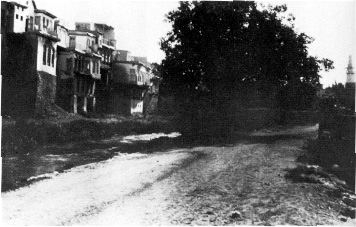
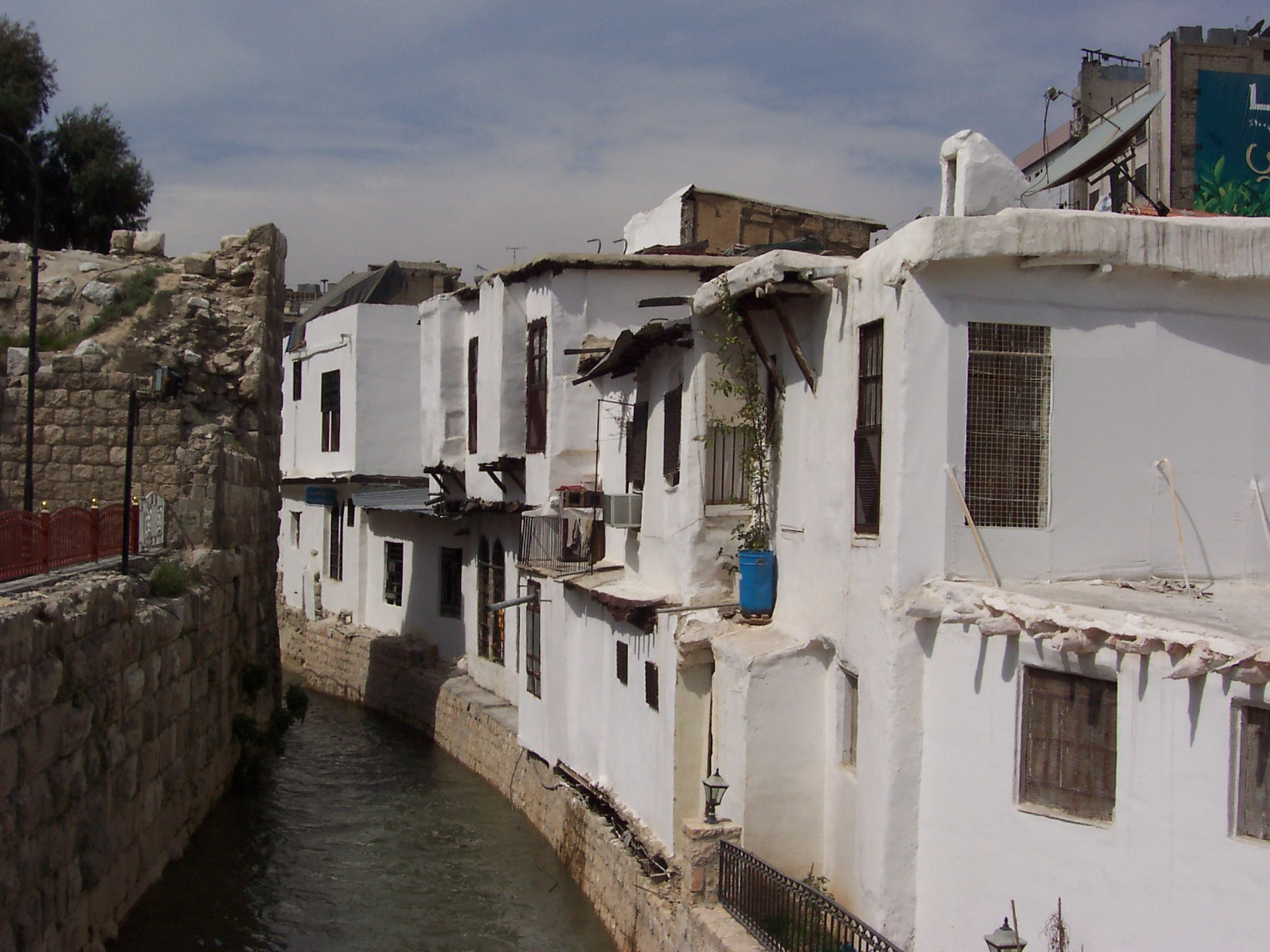